# 卡捷琳尼夫卡 (海尼切斯克區)
46°36′32″N 34°0′34″E / 46.60889°N 34.00944°E
卡捷琳尼夫卡（烏克蘭語：Катеринівка）是位於烏克蘭南部的村莊，由赫爾松州海尼切斯克區的新特羅伊茨凱市鎮負責管轄。該村始建於1924年，面積34.3平方公里，海拔高度36米，2001年人口155，人口密度每平方公里4.52人。